# Callander, Skottland

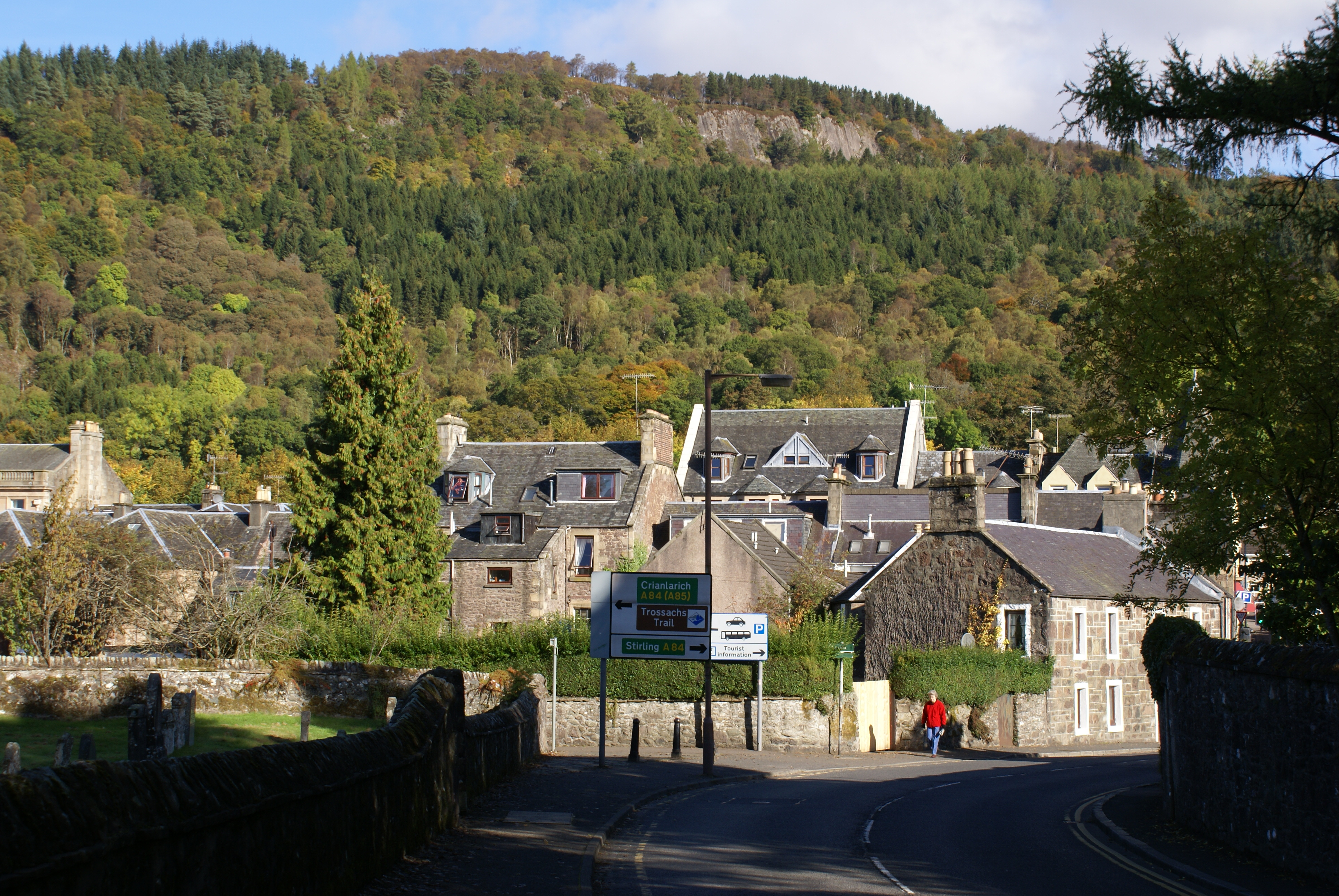
I den norra delen av Callander syns Callander Crags.

Callander (skotsk-gaeliska: Calasraid) är en ort och före detta burgh i kommunen Stirling i Skottland, belägen vid floden Teith. Callander ligger i det tidigare grevskapet Perthshire, och är ett populärt turistmål för resenärer till det skotska höglandet. Orten hade 3 120 invånare 2012, på en yta av 1,70 km².
Staden fungerar som ostlig port till Loch Lomond and the Trossachs nationalpark, Skottlands första nationalpark. På grund av sitt läge kallas staden ofta för "Porten till högländerna". Den tidigare St. Kessogs kyrka är idag Rob Roy Centre som erbjuder turistinformation för området.
Callander Crags dominerar stadens norra del, och är en synlig del av Höglandsförkastningen, som sträcker sig 343 meter över havet. Lokala vandringsleder är Bracklinn Falls, The Meadows, Callander Crags and the Wood Walks. Den tidigare Callander och Obanjärnvägslinjen är en del av dagens National Cycle Network (linje 7) samt Rob Roy Way.
Campbells Shortbread har en fabrik i staden där traditionellt shortbread bakas, packas och exporteras över hela världen.
McLaren High School utbildar elever mellan 12 och 18 år.

## Årliga festivaler
- Callander World Highland Games
- Callander Classic Weekend
- Trossachs Beer Festival
- Callander Jazz & Blues Festival